# فينبورنين
فينبرنين (بالإنجليزية: Vinburnine)‏ أو إيبورنامونين (بالإنجليزية: eburnamonine)‏ أو فينكامون (بالإنجليزية: Vincamone)‏ هو موسع للأوعية. الفينكامون هو قلوي عناقي ومستقلب من الفينكامين.